# Copa (casa)
A copa é uma divisão da casa adjacente a cozinha voltada as refeições e, em alguns casos, também a guardar louças, eletrodomésticos e outros utensílios para o consumo de alimentos. Difere-se de uma sala de jantar por sua relação quase direta com a cozinha.
A copa, por definição, é um ambiente separado, mesmo que em alguns casos fique dentro da cozinha. Quando há uma separação, ela pode ser de maneira mais discreta ou por paredes e portas. Ficam na copa, além de mesa e cadeiras para refeições, utensílios para o consumo destas, como cafeteiras, torradeiras, forno micro-ondas, taças, copos, talheres e pratos. Quando há copa na casa, ficam na cozinha apenas os utensílios para o preparo das refeições - em muitas residências onde não existe copa, as funções dela ficam na própria cozinha.

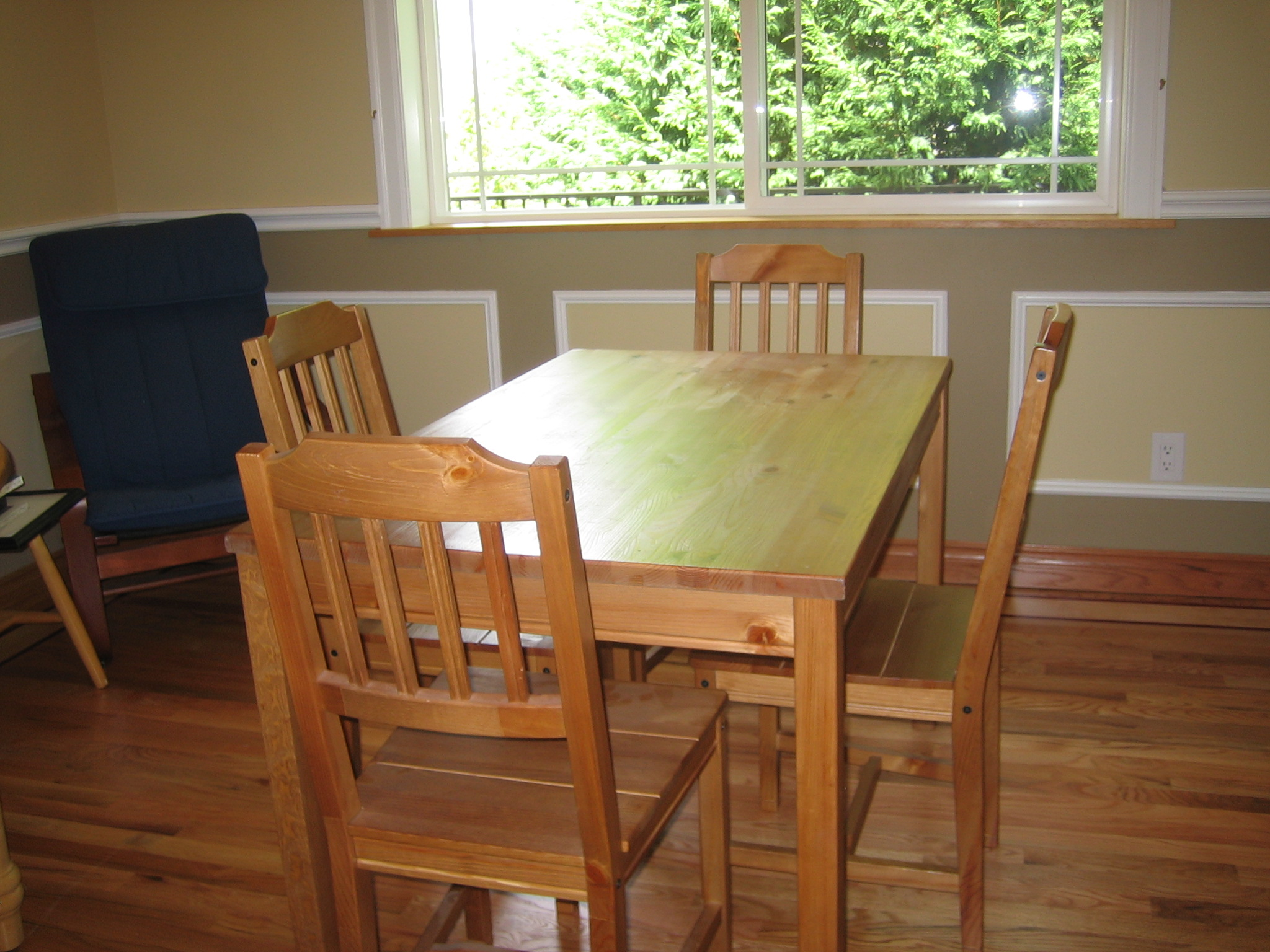
A mesa é o principal móvel da Copa

Até a ascensão do modelo de cozinha de Frankfurt como o predominante na arquitetura de interiores ocidental, as cozinhas eram grandes, sendo a copa um resquício desta época. Desde os anos 1950, com a redução do tamanho das cozinhas, a copa se torna mais diferenciada da cozinha em alguns projetos, enquanto outros colocam as funções da copa no balcão que separa as cozinhas conjugadas de outras partes da casa das chamadas cozinhas americanas.